# Križarka Admiral Hipper
Admiral Hipper je bila nemška težka križarka iz druge svetovne vojne. Spada je v razred nemških težkih križark poimenovan Admiral Hipper, po katerem je ladja tudi dobila ime. Njeni sestrski ladji sta bili Prinz Eugen in Blücher. V njen razred sta spadali še križarka Lützov in Seydlitz. Prva je bila leta 1939 predana Sovjetski zvezi, drugo pa so spremenili v letalonosilko, ki pa nikoli ni bila dokončana. Križarka oz. kar cel razred ladij je ime dobila po admiralu Franzu von Hipperju, poveljniku eskadre križark v Bitki pri Jutlandiji med prvo svetovno vojno. Ladjo so začeli graditi 6. julija 1935, splovili so jo 6. februarja 1937, 25. aprila pa predali nemški Kriegsmarine.
Križarka je sodelovala pri napadu na Norveško. Osmega aprila 1940 se je spopadla z britanskim rušilcem HMS Glowworm. Med bitko se je rušilec zaletel v križarko in jo težko poškodoval. Naslednji dan je sodelovala pri zavzetju Trondheima. Med oktobrom in decembrom je bila na popravilu v pristanišču Kiel, nato pa se je odpravila na Atlantik, kjer je napadala zavezniške konvoje. V dveh napadih je potopila 8 ladij, nato pa se 28. februarja 1941 v vrnila v Kiel. Tam je bila ponovno deležna obsežnih popravil modifikacij, ki so povečale njen območje delovanja.
Od marca 1942 je delovala v vodah okoli Norveške kjer je napadala zavezniške arktične konvoje. V bojih je doživela obsežne poškodbe zato se je ponovno odpravila na popravilo v Nemčijo. V Wilhelmshavnu je bila izvzeta iz uporabe in premeščena v Gotenhaven. Po hitrem popravilu  so jo junija 1944 ponovno vključili v mornarico. Do konca vojne je sodelovala pri evakuaciji beguncev in nemških čet iz vzhodne fronte. Konec vojne je dočakala v pristanišču Kiel, kjer so jo 2. maja 1945 potopili. Leta 1946 so ladjo dvignili in premestili v zaliv Heikendorfer kjer so jo med letoma 1948 in 1949 razrezali za staro železo.